# Аболіціонізм (права тварин)
Аболіціонізм (фр. abolitionisme, від лат. abolitio — скасування) — громадський рух за права тварин, спрямований проти будь-якої експлуатації тварин людьми. Філософія аболіціонізму полягає в тому, що всі істоти, які здатні переживати відчуття, і люди, і тварини, мають основне право: не бути власністю. Аболіціоністи наголошують, що виробництво продуктів тваринного походження вимагає ставлення до тварин як до власності чи ресурсів і що продукти тваринного походження не є необхідними для людського здоров'я в сучасних суспільствах. Відповідно, аболіціоністи вважають, що кожний, хто може бути веганом, морально зобов'язаний вести веганський спосіб життя.
Загалом аболіціоністи виступають проти рухів за більш гуманну експлуатацію тварин або за скасування окремих форм експлуатації тварин, оскільки вони вважають, що це шкодить руху за скасування всіх форм експлуатації тварин. Мета аболіціоністів — забезпечити моральну і юридичну зміну парадигми, щоб тварини більше не сприймались як речі, якими володіють і користуються. Американський філософ Том Реган пише, що аболіціоністи прагнуть не просторіших, а порожніх кліток. Це контрастує з велферизмом, який сповідує поступові реформи у покращенні умов утримання і забою експлуатованих тварин.
В Україні аболіціоністський підхід до прав тварин поширює проект Vegantron. Активістки проекту також створили базу веганських продуктів України Веган Відповіді.

## Див.також
- Права тварин
- Веганство
- Видова дискримінація
- Карнізм